# East of Eden (película)
East of Eden (en España, Al este del Edén; en Hispanoamérica, Al este del Paraíso) es una película dramática estadounidense de 1955 dirigida por Elia Kazan, basada en la segunda mitad de la novela homónima de John Steinbeck. La película trata de un joven díscolo que, mientras busca su propia identidad, compite por el afecto de su padre profundamente religioso contra su hermano favorito, así volviendo a contar la historia de Caín y Abel.
Esta protagonizada por James Dean, Julie Harris, Raymond Massey, Burl Ives, Richard Davalos y Jo Van Fleet. De las tres películas en las que Dean interpretó al protagonista, esta es la única que fue estrenada en vida suya. Las otras dos son Rebelde sin causa y Gigante.
En 2016 esta película fue considerada «cultural, histórica y estéticamente significativa» por la Biblioteca del Congreso de Estados Unidos y seleccionada para su preservación en el National Film Registry.

## Sinopsis
En Salinas (California), vive un taciturno agricultor de lechugas, Adam Trask, con sus dos hijos, Cal y Aron. Cal es rebelde y problemático; en cambio, Aron es tranquilo y trabajador. Sin embargo, la novia de Aron, Abra, y el viejo sheriff local, Sam, saben que Cal en el fondo es bueno. Entre los hermanos existe una rivalidad por la atención y el afecto del padre. Un día, el destino lleva a Cal a descubrir que su madre, Kate, a quien él y su hermano creían muerta, realmente vive administrando un burdel en Monterrey. El padre decide un día invertir todo su capital en el arriesgado negocio de transportar su producción de lechugas a Nueva York por ferrocarril, en un vagón refrigerado, pero el plan fracasa y queda en la ruina económica. En un afán por ayudar a su padre y ganar su atención, Cal decide invertir en una siembra de frijoles para ayudarlo pidiendo ayuda financiera a su madre, Kate. Aprovechando el alza del precio de los frijoles debido a la llegada de la Primera Guerra Mundial, su negocio resulta exitoso. Cal le ofrece el dinero ganado a su padre, el cual lo rechaza debido a que lo considera aprovechamiento de la guerra. En un ataque de celos, Cal decide llevar a Aron a ver a su madre, desencadenando el trágico final.

## Reparto
- James Dean - Caleb Trask
- Julie Harris - Abra Bacon
- Raymond Massey - Adam Trask
- Richard Davalos - Aron Trask
- Burl Ives - Sam, el Sheriff

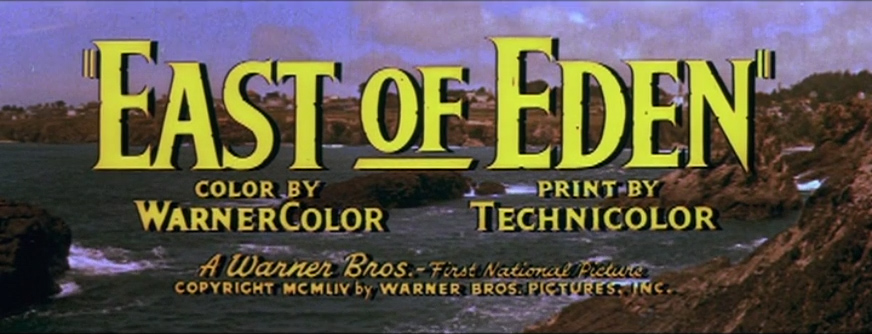
Rótulo del título en el tráiler de la película.

- Jo Van Fleet - Cathy Ames / Kate Trask
- Albert Dekker - Will Hamilton

## Premios

### Estados Unidos
- Premio Oscar 1956: a la mejor actriz secundaria (Jo Van Fleet).[4]
- Premio Globo de Oro 1956: a la mejor película dramática.

### Europa
- Premio Festival de cine de Cannes 1955: a la mejor película dramática.[5]
- Medalla del Círculo de Escritores Cinematográficos al mejor director extranjero, Elia Kazan, en la decimocuarta edición.[6]
- Premio Bodil (Dinamarca) 1958: a la mejor película estadounidense (Elia Kazan – director).
- Premio Jussi (Finlandia) 1956: al mejor actor extranjero.

### Japón
- Premio Blue Ribbon 1956: a la mejor película en idioma extranjero (Elia Kazan).
- Premio Kinema Junpo 1956: a la mejor película en idioma extranjero (Elia Kazan).